# Ryan Sheckler

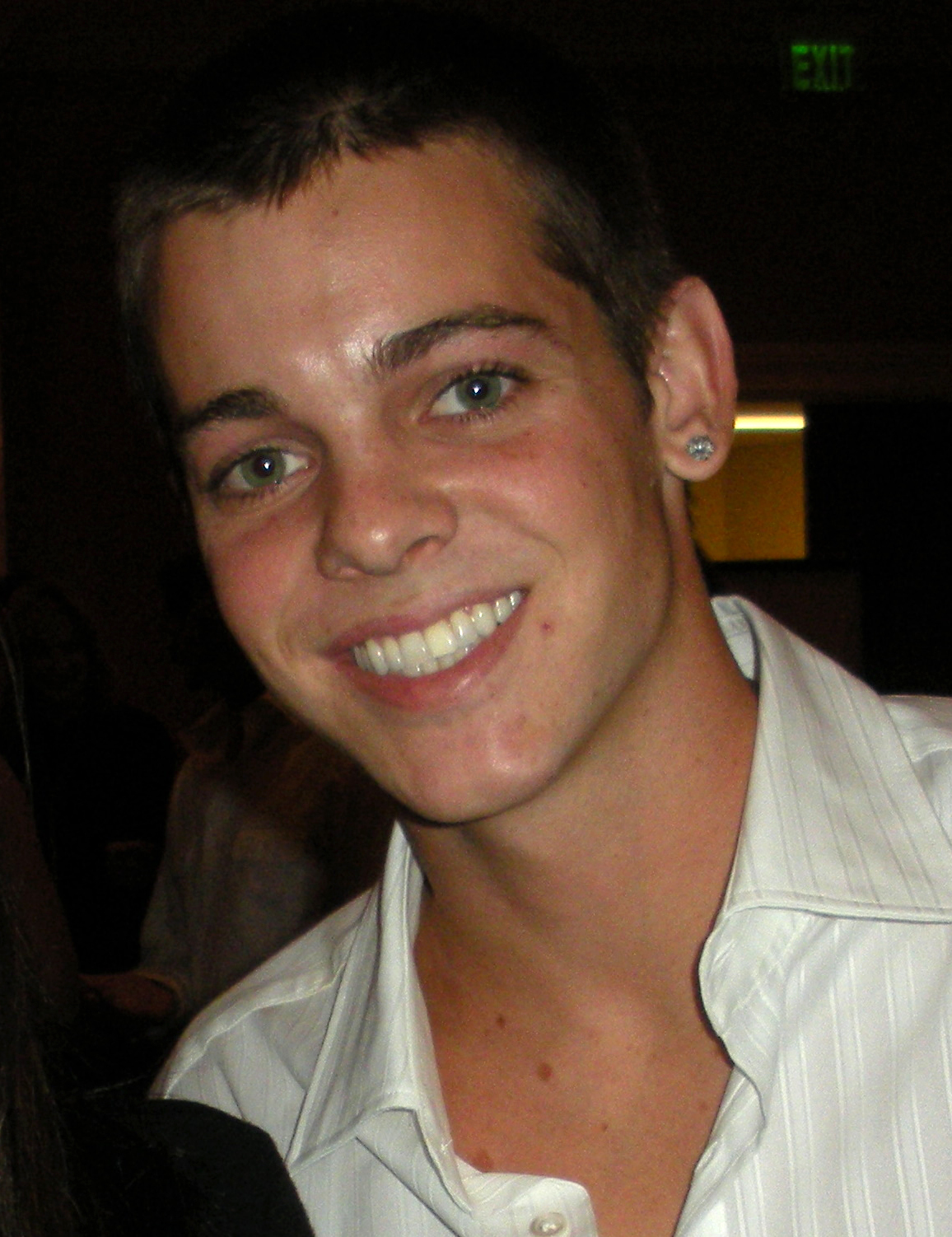
Ryan Sheckler

Ryan Allen Sheckler (sinh ngày 30 tháng 12 năm 1989) là một vận động viên trượt ván chuyên nghiệp. Anh là ngôi sao chính trong show truyền hình thực tế của MTV: Life of Ryan.
Ryan sinh ra ở San Clemente, bang California, con của ông bà Randy và Gretchen Sheckler. Anh có 2 em trai, Shane và Kane. Khi được 18 tháng tuổi, Ryan tìm thấy ván trýợt cũ của cha mình và đã tìm cách tự đẩy mình đi trên ván trýợt, thậm chí là đứng vững trên nó. Khi 16 tuổi, Ryan dành 22 tiếng 1 tuần để tập trượt ván ở sân sau nhà mà cha anh đã thiết kế thành 1 sân ván trượt nhỏ. Ryan bắt đầu chuyển sang thi đấu chuyên nghiệp vào nãm 2003, khi mà anh lần lượt giành chiến thắng trong các giải X Games, Gravity Games, Vans Triple Crown và Slam City Jam.
Sự nghiệp của Ryan bắt đầu hình thành năm 1995, một vài năm sau, anh gia nhập CASL, tức California Amateur Skateboarding League và giành giải thýởng ở một vài cuộc thi thuộc hội liên ðoàn này. Anh được thần tượng của mình tập ván trượt cùng tại bữa tiệc sinh nhật thứ 7 của mình. Từ năm 1997 đến 2001, anh giành chức vô địch ở CASL liên bang. Đây cũng là lúc anh gặp được nhà tài trợ đầu tiên cho mình, Arnette - nhà tài trợ của Tony Hawk. Anh bắt đầu nhận được nhiều sự chú ý từ đây.
Các giải thưởng đạt được kể từ khi bắt đầu sự nghiệp thi đấu chuyên nghiệp: 
- 2003
  - Gravity Games, vô địch
  - Slam City Jam, vô địch
  - United States Skateboarding Championships, giải 3
  - Vans Triple Crown, vô địch
  - World Cup of Skateboarding, vô địch
- 2004
  - Gravity Games, giải 3
  - United States Skateboarding Championships,vô địch
  - Vans Triple Crown, Vancouver event; giải 3
  - Vans Triple Crown, Cleveland event; giải 3
  - World Cup of Skateboarding, giải 2
- 2005
  - AST Dew Tour, Louisville event; vô địch
  - AST Dew Tour, Denver event; vô địch
  - AST Dew Tour, Portland event; giải 2
  - AST Dew Tour, San Jose event; vô địch
  - AST Dew Tour, Orlando event; giải 3
  - AST Dew Tour; vô địch
  - Globe World Cup, Melbourne event; giải 2
  - World Championship of Skateboarding, giải 3
- 2006
  - Tampa Pro, Florida event, về thứ 5
  - AST Dew Tour, Louisville event; vô địch
  - AST Dew Tour, Denver event; về thứ 4
  - AST Dew Tour, Portland event;vô địch
  - AST Dew Tour, San Jose, California event; vô địch
  - AST Dew Tour, Orlando event; second place; giải 2
  - AST Dew Tour; vô địch
  - X Games, Los Angeles event; giải 2
  - Globe World Cup,Melbourne event; vô địch

Trong đó, ngày 4 tháng 8 năm 2008, trong đêm Teen Choice Awards 2008, Ryan Sheckler được 2 đề cử là:
- Choice Action Sports Male (Vận động viên nam)
- Choice MySpacer (Được bầu chọn qua mạng My Space)

Hiện nay Ryan trực thuộc Plan B Skateboard, sau khi đã làm việc với World Industries và Almost Skateboards. Ryan cũng là hình ảnh đại diện của 1 loạt các thương hiệu nổi tiếng như: Panasonic, hãng quần áo Volcom Stone, Red Bull, đồng hồ Nixon...